# 光復会 (清国)
光復会（こうふくかい）とは、1904年に清国時代末期の中国で成立した革命団体。

## 概要
蔡元培を中心として1904年11月に上海で結成された革命団体で、主に浙江省出身の人々によって構成されていた。蔡元培のほか、章炳麟や秋瑾などが参加していた。1905年、興中会（1894年に孫文らによって成立）・華興会（1903年に黄興らによって設立）と光復会が結びついて、中国同盟会が成立した。ただし、中国同盟会を組織した孫文とは活動方針などに相違がみられ、中国同盟会の内部では主流とならなかった。